# Tasádfő
Tasádfő (Tășad), település Romániában, a Partiumban, Bihar megyében.

## Fekvése
A Király-erdő alatt, a nagyvárad–belényesi vasútvonal közelében, Félixfürdőtől délkeletre fekvő település.

## Története
Tasádfő nevét 1508-ban említették először Thasadfew néven.
1808-ban, 1888-ban és 1913-ban Tassádfő néven írták. Tasádfő egykor a Thelegdy család birtokai közé tartozott. 1503-ban Thelegdy István kapott rá új adománylevelet. A 19. század elején báró Vay Imre, Tokody József és Imre voltak birtokosai, a 20. század elején pedig dr. Vári Szabó Béla és Bige Gyula volt itt a nagyobb birtokos. A falu határában két rommaradvány  is látható volt még a 20. század elején is. Az egyiket, a török időkbeli várszerű erődnek tartották, míg a másikat templomrom lehet. Határában szép cseppkőbarlang és tó  is van.
1851-ben Fényes Elek írta a településről:
Tassádfő, Bihar vármegyében, hegyes vidéken, 12 római katholikus, 8 református, 790 óhitő lakossal, anyatemplommal. Birják a báró Vay örökösök és Tokody István, Imre, Kajetán urak és Tokody Lotti. Van itt egy régi vármaradvány is.
1910-ben 1359 lakosából 36 magyar, 1231 román, 90 cigány volt. Ebből 14 református, 1311 görögkeleti ortodox, 18 izraelita volt. A trianoni békeszerződés előtt Bihar vármegye Magyarcsékei járásához tartozott.

## Nevezetességek
- Görög keleti temploma – 1780-ban épült.